# کاتو ۵۷۴۳
سیارک ۵۷۴۳ (به انگلیسی: 5743 Kato، نامگذاری:1990UW) پنج هزار و هفتصد و چهل و سومین سیارک کشف شده‌است که در ۱۹ اکتبر ۱۹۹۰ کشف شد.
قدر مطلق سیارک برابر ۱۳٫۲۰ است.